# Viljučinsk
Viljučinsk (rusky Вилючинск) je uzavřené město v Kamčatském kraji v Ruské federaci. Při sčítání lidu v roce 2010 mělo bezmála třiadvacet tisíc obyvatel.

## Poloha
Viljučinsk leží na jihovýchodním pobřeží Kamčatky na jihozápadním břehu Avačského zálivu, na jehož opačném břehu ve vzdálenosti přibližně pětadvaceti kilometrů vzdušnou čarou leží Petropavlovsk-Kamčatskij, správní středisko celého kraje.
Další blízké město je Jelizovo ležící ve vnitrozemí necelých třicet kilometrů severně od Viljučinsku.

## Dějiny
Viljučinsk byl založen 16. října 1968 spojením tří menších sídel sloužících sovětskému námořnictvu především zásobováním a stavbou ponorek. Původně nesl jméno Sovetskij (Сове́тский), v roce 1970 dostal krycí jméno Petropavlovsk-Kamčatskij-50, které se užívalo až do roku 1994, kdy bylo město přejmenováno podle Viljučinského, sopky nacházející se jihozápadně od města.